# رزهای قرمز (فیلم ۱۹۷۸)
رزهای قرمز (به تامیلی: Sigappu Rojakkal) فیلمی محصول سال ۱۹۷۸ و به کارگردانی پی. بهاراتهیراجا است. در این فیلم بازیگرانی همچون کمال حسن، سری دوی، گوندامانی، وادیووکارسی، کی. بهاگیاراج ایفای نقش کرده‌اند.